# 국영공원
국영공원(일본어: 国営公園)은 일본에서 도시공원법에 규정된 요구 사항을 충족하는 공원 또는 녹지로, 국가 (국토교통성)가 설치한 것을 가리킨다.

## 목록
- 2010년 7월 1일 기준 목록[1]

| 도도부현               | 이름                          | 개원        | 면적      | 사진 |
| ---------------------- | ----------------------------- | ----------- | --------- | ---- |
| 홋카이도               | 다키노 스즈란 구릉공원        | 1983년 7월  | 395.7ha   |      |
| 미야기현               | 국영 미치노쿠 모리노 호반공원 | 1989년 8월  | 287.5ha   |      |
| 이바라키현             | 국영 히타치 해빈공원          | 1991년 10월 | 350ha     |      |
| 사이타마현             | 국영 무사시 구릉삼림공원      | 1974년 10월 | 304ha     |      |
| 도쿄도                 | 국영 쇼와 기념공원            | 1983년 10월 | 165.3ha   |      |
| 도쿄 도                | 국영 도쿄 임해광역방재공원    | 2010년 7월  | 13.2ha    |      |
| 니가타현               | 국영 에치고 구릉공원          | 1998년 7월  | 400ha     |      |
| 나가노현               | 국영 알프스 아즈미노 공원     | 2004년 7월  | (148ha)   |      |
| 기후현 아이치현 미에현 | 국영 기소 산센 공원           | 1987년 10월 | 473.5ha   |      |
| 교토부 오사카부        | 요도가와 하천공원             | 1977년 3월  | (238.8ha) |      |
| 효고현                 | 국영 아카시 해협공원          | 2002년 3월  | 330ha     |      |
| 나라현                 | 국영 아스카 역사공원          | 1974년 7월  | 39ha      |      |
| 히로시마현             | 국영 비호쿠 구릉공원          | 1995년 4월  | 340ha     |      |
| 가가와현               | 국영 사누키 만노 공원         | 1998년 4월  | 350ha     |      |
| 후쿠오카현             | 국영 우미노나카미치 해빈공원  | 1981년 10월 | 540ha     |      |
| 사가현                 | 국영 요시노가리 역사공원      | 2001년 4월  | 54ha      |      |
| 오키나와현             | 국영 오키나와 기념공원        | 1976년 8월  | 74.3ha    |      |